# Le Détroit de la faim
Pour plus de détails, voir Fiche technique et Distribution.
Le Détroit de la faim (飢餓海峡, Kiga kaikyō) est un film japonais réalisé en 1964 par Tomu Uchida et sorti en 1965 basé sur un roman de Tsutomu Minakami.

## Synopsis
Septembre 1947. Iwanai (Hokkaido). Un couple de prêteurs sur gages, les Sasada, est assassiné, leur demeure pillée et incendiée. Le ferry assurant la jonction entre Hokkaido et Honshu, l'île principale du Japon, coule en plein typhon. Parmi les noyés, on retrouve les corps de deux hommes non réclamés par les familles des victimes. Ils sont identifiés, plus tard, comme étant deux anciens détenus remis en liberté conditionnelle, et donc soupçonnés d'être les meurtriers des époux Sasada. L'inspecteur Yumisaka constate la trace de deux fractures sur le front des deux présumés assassins et établit qu'ils ont été frappés et projetés dans le détroit de Tsugaru. Il recherche, par conséquent, un troisième complice. Celui-ci a passé la nuit avec Yae, une jeune prostituée. Interrogée par la police, celle-ci ne le dénonce pas, car elle a reçu une forte somme d'argent. Dix ans plus tard, elle le reconnaît en la personne de Tarumi, un riche industriel infiniment respecté. Elle cherche à le revoir afin de le remercier. Mais, celui-ci, dans un acte d'affolement, la tue pour éliminer toute trace de son passé. Une enquête est dûment menée avec la collaboration de l'inspecteur qui, dix ans auparavant, cherchait à élucider le meurtre du couple de prêteurs sur gages. Tarumi est démasqué pour le double meurtre de Yae puis de son propre secrétaire. Mais, les preuves de sa responsabilité dans l'assassinat du couple Sasada, puis dans l'exécution de ses deux complices ne sont pas formellement constatées. Il se suicide, néanmoins, en se jetant du ferry dans lequel les policiers se sont embarqués en direction d'Hokkaido pour la reconstitution du crime.

## Fiche technique
- Titre original : 飢餓海峡 (Kiga kaikyō?)
- Titre français : Le Détroit de la faim
- Réalisation : Tomu Uchida
- Scénario : Naoyuki Suzuki (ja), d'après le roman de Tsutomu Minakami
- Photographie : Hanjirō Nakazawa
- Montage : Yoshiki Nagasawa
- Musique : Isao Tomita
- Décors : Mikio Mori
- Producteur : Hiroshi Okawa
- Société de production : Toei
- Pays d'origine :  Japon
- Langue originale : Japonais
- Format : noir et blanc - 2,35:1 - son mono
- Genre : drame - film policier
- Durée : 183 minutes[1] (métrage : 18 bobines - 5 012 m[1])
- Dates de sortie :
  - Japon : 15 janvier 1965[1]

## Distribution artistique
- Rentarō Mikuni : Takichi Inukai / Tarumi Kyoichiro
- Sachiko Hidari : Yae Sugito, la prostituée
- Junzaburō Ban : l'inspecteur de police Yumisaka
- Ken Takakura : le jeune inspecteur de police
- Kōji Mitsui : Motojima
- Yoshi Katō : le père de Yae
- Sadako Sawamura : l'épouse de Motojima
- Susumu Fujita : le commissaire
- Akiko Kazami : Toshiko

## Autour du film
Bien qu'il ne fut pas un pur réalisateur de jidai-geki, Tomu Uchida, revenu de Mandchourie en 1953, et travaillant désormais pour la compagnie Toei, s'illustra remarquablement dans ce genre, à qui il donnera un style nouveau, beaucoup plus critique et réaliste. Or, avant-guerre, Tomu Uchida avait tout de même réalisé une quarantaine de gendai-geki. 
Avec Le Détroit de la faim, Tomu Uchida renoue donc avec un genre qui lui était familier. Il n'avait pas encore achevé la série très populaire en cinq épisodes de Miyamoto Musashi qu'il suggéra aux dirigeants de la Toei de tourner enfin un film contemporain. « Offrez m'en la possibilité », leur dit-il. Une de ses connaissances, le critique Jun Izawa qui fit paraître un roman-feuilleton de Tsutomu Minakami, Kiga kaykiō, dans son journal Asahi, proposa aux dirigeants de la Toei qu'il soit adapté à l'écran. Ceux-ci s'adressèrent à Tomu Uchida pour qu'il en assura la réalisation. (d'après l'interview de Yusaku Uchida, in : Compléments DVD Wild Side Video)
En réalité, deux ambitions principales animeront Tomu Uchida et constitueront la genèse de ce film : réaliser une œuvre testamentaire sur le Japon contemporain et, par là-même, contribuer à freiner la chute du cinéma japonais.
Classé parmi les dix meilleures réalisations de l'histoire du cinéma japonais, Le Détroit de la faim, bien qu'étant un film policier extrêmement bien construit et mis en scène, est aussi une « fresque épique de la misère japonaise d'après-guerre » (Fabrice Arduini). Le film décrit, sans vaine démonstration toutefois, les drames du Japon avec un réalisme puissant et percutant. Les problèmes politiques y sont aussi évoqués de façon très brève mais convaincante (apprentissage de la démocratie pour un peuple habitué à l'obéissance, manifestations contre le rationnement et la famine dirigées par les organisations et les syndicats de gauche...)
On y perçoit également, à travers la situation de Yae Sugito (Sachiko Hidari), contrainte à la prostitution, une dénonciation subtile de la condition féminine au Japon. Ainsi, lorsqu'elle répond à Takichi/Tarumi (Rentarō Mikuni), indifférent à sa souffrance : « J'ai vécu en rêvant de vous remercier et vous m'ignorez complètement. J'ai perdu ma raison de vivre. »
Si, Le Détroit de la faim s'impose comme une grande réussite c'est parce qu'il réalise la jonction heureuse entre plusieurs tendances qu'a illustrées Tomu Uchida lui-même, au cours de sa carrière : celle de l'expressionniste Poupée vivante (Ikeru ningyo) (1929) - sur un scénario de l'écrivain prolétarien Teppei Kataoka - qui appartenait aussi au genre keiko-eiga (film à caractère contestataire) et celle à la fois plus littéraire et plus proche de la réalité japonaise, incarné par le film La Terre (Tsuchi), en 1939, adapté d'un roman très sérieux de Takashi Nagatsuka. (d'après le livre de Donald Richie, Le Cinéma japonais, Éditions du Rocher.) Tout en demeurant influencé par le cinéma européen, Tomu Uchida a voulu se souvenir des recommandations de l'écrivain Junichirō Tanizaki qui souhaitait voir naître un cinéma japonais, moderne et national tout à la fois.

## Distinctions

### Récompenses
- Prix du film Mainichi 1966 : prix Mainichi du meilleur réalisateur pour Tomu Uchida, du meilleur scénario pour Naoyuki Suzuki (ja), du meilleur acteur pour Rentarō Mikuni, de la meilleure actrice pour Sachiko Hidari et du meilleur acteur dans un second rôle pour Junzaburō Ban[2]
- Blue Ribbon Awards 1966 : prix du meilleur scénario pour Naoyuki Suzuki (ja)[3]